# Viper Racing
A Viper Racing versenyjáték, melyet a Monster Games fejlesztett és a Sierra On-Line jelentetett meg. A játék 1998-ban jelent meg, kizárólag Windowsra. A Viper Racing volt a Monster Games első kereskedelmi forgalomban kapható videójátéka.

## Fejlesztés
A játékot két év alatt készítette el egy hatfős fejlesztőcsapat.

## Fogadtatás
| Összegzőoldal | Értékelés |
| ------------- | --------- |
| GameRankings  | 81%       |

| Szerző          | Értékelés |
| --------------- | --------- |
| AllGame         | [ 4 ]     |
| CNET Gamecenter | 8/10      |
| CGSP            | [ 6 ]     |
| Game Informer   | 6/10      |
| GameRevolution  | B         |
| GameSpot        | 8,5/10    |
| Jeuxvideo.com   | 17/20     |
| PC Accelerator  | 8/10      |
| PC Gamer (UK)   | 81%       |
| PC Gamer (US)   | 89%       |
| PC PowerPlay    | 80%       |

A GameRankings adatai alapján a játék kedvező kritikai fogadtatásban részesült.
A játékot jelölték az „év versenyjátéka” kategóriában a Computer Games Strategy Plus 1998-as díjátadóján, azonban azt végül a Motocross Madness nyerte meg. A magazin szerkesztői szerint a Viper Racing „mesésen gazdag játékélményt nyújt, kiváló karriermóddal és több testreszabási lehetőséggel, mint amennyit egy igazi Dodge-kereskedő nyújt.”